# 日本人骨
日本人骨是在福建省福州市闽侯县的昙石山遗址中發掘出的一具有现在的日本人特徵的古福州人骸骨。
人骨是屬於一名大約25歲的年輕女子，編號137號墓。學者在其左側顴骨發現上下分為兩個部份，下方顴骨塊被稱為日本人骨，是現今日本人所獨有醫學特徵，現今大部份日本人都有這塊顴骨。
此發現曾震驚學界，認為日本人種起源有可能要追溯到古代昙石山文化地區。